# Lijst van afleveringen van Klaas kan alles (seizoen 10)
Dit is een lijst van afleveringen van seizoen 10 van Klaas kan alles, een Nederlands televisieprogramma. In de schema's staan de opdrachten weergegeven, het resultaat en notities.

## Specials

### Jubileumspecial 1
Uitzenddatum: 26 oktober 2024
Deze aflevering was een compilatie van de tien beste voertuigen uit Klaas kan alles.
| #  | Voertuig                          | Aflevering               |
| -- | --------------------------------- | ------------------------ |
| 1  | Grootste lopende robot ter wereld | Seizoen 4, aflevering 5  |
| 2  | Seabreacher                       | Seizoen 1, aflevering 7  |
| 3  | Grootste exoskelet ter wereld     | Seizoen 8, aflevering 3  |
| 4  | Monowiel                          | Seizoen 9, aflevering 7  |
| 5  | Onderzoeksduikboot                | Seizoen 7, aflevering 9  |
| 6  | Eagle Prime                       | Seizoen 5, aflevering 1  |
| 7  | Elektrische raceauto              | Seizoen 6, aflevering 8  |
| 8  | Vliegende auto                    | Seizoen 7, aflevering 10 |
| 9  | DeLorean-hovercraft               | Seizoen 5, aflevering 5  |
| 10 | Monstertruck                      | Seizoen 4, aflevering 3  |

Tussendoor werd er nog een fragment getoond uit het item van Klaas als voltigeur (seizoen 4, aflevering 5).

### Jubileumspecial 2
Uitzenddatum: 2 november 2024
Deze aflevering was een compilatie van de tien beste beroepen uit Klaas kan alles.
| #  | Voertuig              | Aflevering                 |
| -- | --------------------- | -------------------------- |
| 1  | Legokunstenaar        | Seizoen 2, aflevering 4    |
| 2  | LOTUS                 | Seizoen 4, aflevering 1    |
| 3  | Vuurspuwer            | Seizoen 6, aflevering 3    |
| 4  | Noorderlichtspotter   | Seizoen 3, winterspecial 1 |
| 5  | Kettingzaagkunstenaar | Seizoen 3, aflevering 1    |
| 6  | Drakentemmer          | Seizoen 6, aflevering 1    |
| 7  | CBRN-specialist       | Seizoen 6, aflevering 2    |
| 8  | Adventurefotograaf    | Seizoen 9, winterspecial 8 |
| 9  | Ninja                 | Seizoen 4, aflevering 2    |
| 10 | Onderwaterarcheoloog  | Seizoen 8, aflevering 7    |

Tussendoor werd er nog een fragment getoond uit het item van Klaas die uit handen van de politie probeerde te blijven (seizoen 5, aflevering 6).

### Jubileumspecial 3
Uitzenddatum: 9 november 2024
Deze aflevering was een compilatie van de tien spannendste momenten uit Klaas kan alles.
| #  | Voertuig                                     | Aflevering                 |
| -- | -------------------------------------------- | -------------------------- |
| 1  | Op een vliegtuig staan                       | Seizoen 4, aflevering 1    |
| 2  | Salto met een auto                           | Seizoen 4, aflevering 4    |
| 3  | Slackline                                    | Seizoen 6, aflevering 9    |
| 4  | Slapen aan een rots                          | Seizoen 8, aflevering 6    |
| 5  | Rustig blijven in stressvolle omstandigheden | Seizoen 8, aflevering 1    |
| 6  | Blikseminslag overleven                      | Seizoen 2, aflevering 1    |
| 7  | Showworstelaar                               | Seizoen 5, aflevering 2    |
| 8  | Tsunami overleven                            | Seizoen 3, aflevering 2    |
| 9  | Selfie met Rico Verhoeven                    | Seizoen 3, aflevering 1    |
| 10 | Bobsleeën                                    | Seizoen 3, winterspecial 2 |

Tussendoor werd er nog een fragment getoond uit het item van Klaas die vliegt als een vogel (seizoen 9, aflevering 4).

### Aflevering 1
Uitzenddatum: 23 november 2024
Deze aflevering bestaat slechts uit een bijna onmogelijke missie.
| Item                                          | Geslaagd? | Notities |
| --------------------------------------------- | --------- | --- |
| Bijna onmogelijke missie: wereldrecord zetten | Ja        | Deze missie was een herkansing van de oorspronkelijke mislukte missie in seizoen 9. Klaas zou deze keer geen bestaand wereldrecord proberen te verbreken, maar zelf met een eigen wereldrecord komen. Dit werd de snelste gemotoriseerde klomp ter wereld. Dit voertuig bestond uit een elektrische kart waar een uitvergrote klomp rondom werd geschoven, vervaardigd door een carnavalsvereniging uit Steenbergen. Op de startbaan van Breda International Airport deed Klaas zijn recordpoging. Met een snelheid van 112,7 kilometer per uur werd deze goedgekeurd en slaagde de missie. |

### Aflevering 2
Uitzenddatum: 30 november 2024
| Item                                                                      | Geslaagd? | Notities |
| ------------------------------------------------------------------------- | --------- | --- |
| Bijna onmogelijke missie: selfie met de Matterhorn vanuit een straaljager | Ja        | Klaas opende deze missie in Soesterberg. Hij maakte kennis met het vliegen in een straaljager middels twee vliegsimulatoren, waaronder de DESDEMONA, één van de meest geavanceerde bewegingssimulatoren ter wereld. Met name in dit apparaat had Klaas door de G-krachten veel moeite om de camera nog te gebruiken. Maar het hield hem niet tegen om alsnog naar Zwitserland af te reizen in een poging zijn selfie met de Matterhorn te maken. Hij maakte een vlucht mee als passagier in een L-39 Albatros. Het lukte hem de selfie te nemen. |
| Bijzonder beroep: kendoka                                                 | Ja        | Voor het eerste bijzondere beroep van dit tiende seizoen was Klaas afgereisd naar het Japanse Kyoto. Hier kreeg hij les in de beginselen van het kendo. Na de basisbeginselen moest hij het opnemen tegen een professional. Klaas verloor dit duel, maar de missie werd wel voor geslaagd verklaard. |

### Aflevering 3
Uitzenddatum: 7 december 2024
| Item                                                                                         | Geslaagd? | Notities |
| -------------------------------------------------------------------------------------------- | --------- | --- |
| Bijna onmogelijke missie: binnen 1 minuut 3 sprongen op het water maken zonder nat te worden | Nee       | Klaas begon deze missie op een kabelwaterskibaan waar hij probeerde op waterski's drie sprongen op schansen te maken. Dit werd echter geen succes. Hij zocht de oplossing voor zijn missie in de Verenigde Staten. Hij reisde naar Florida om aan de slag te gaan met de Shadow Six Racing Typhoon. Dit snelle vaartuig kon snelheden van 150 km/h behalen en sprongen maken. Klaas slaagde er inderdaad in drie sprongen binnen een minuut te maken, maar niet om daarbij droog te blijven. Daarmee slaagde deze missie niet. |
| Bijzonder beroep: planten-dj                                                                 | Ja        | In dit item trok Klaas een dag op met Eros Risiglione. Deze dj werkte met de bio-elektriciteit van planten. Deze stroompjes werden opgevangen met een installatie en omgezet in tonen. Met deze opgevangen tonen maakte hij muziek. Klaas reisde met Risiglione naar de dierentuin van Arnhem waar hij tonen verzamelde van verschillende tropische planten om daar vervolgens een compositie mee te maken. Klaas slaagde. |

### Aflevering 4
Uitzenddatum: 14 december 2024
| Item                                              | Geslaagd? | Notities |
| ------------------------------------------------- | --------- | --- |
| Bijna onmogelijke missie: de ultieme ATV besturen | Ja        | Deze missie opende in Nijmegen, alwaar Klaas oefende met het rijden in een all terrain vehicle. Voor de ultieme ATV waar de missie naartoe werkt, reisde hij echter naar het Poolse Sztynort om aan de slag te gaan met de SHERP, welke over land en water, maar ook over ijs vooruit kon komen. Na een serie oefeningen werd er voor de ultieme test een noodsituatie in scène gezet waarbij Klaas met de SHERP een drenkeling uit het water moest redden. Hij slaagde. |
| Bijzonder beroep: butler                          | Ja        | Klaas liep een dagje mee op de butleracademie in Simpelveld. Hij kreeg verschillende oefeningen en moest uiteindelijk twee internationale gasten correct bedienen tijdens een diner. Hij slaagde. |

### Aflevering 5
Uitzenddatum: 21 december 2024
| Item                                            | Geslaagd? | Notities |
| ----------------------------------------------- | --------- | --- |
| Bijna onmogelijke missie: framboos laten zweven | Ja        | Om deze missie te openen bracht Klaas eerst een bezoek aan goochelaar Steven Kazàn. Ze probeerden op verschillende manieren een framboos te laten zweven, onder andere op een opwaartse luchtstroom. Het zou uiteindelijk niet lukken. De oplossing voor deze missie zou bij MagLab in Tallahassee liggen, waar de sterkste magneet ter wereld was (45T). Deze zou de framboos aan het zweven moeten krijgen. Echter had er net op het moment dat de opnames zouden plaatsvinden kortsluiting plaatsgevonden in het apparaat en kon de proef niet doorgaan. Een vervangende oplossing werd gevonden in Nederland. Klaas kon de proef in een gespecialiseerd laboratorium in Nijmegen waar een soortgelijk apparaat stond alsnog uitvoeren. Hierdoor slaagde deze missie dan toch nog. |
| Bijzonder beroep: afvalduiker                   | Ja        | In Boynton Beach ging Klaas met de Trashy Girls Collective de oceaan op om afval op te duiken. Hij slaagde. |

### Aflevering 6
Uitzenddatum: 28 december 2024
| Item                                                 | Geslaagd? | Notities |
| ---------------------------------------------------- | --------- | --- |
| Bijna onmogelijke missie: ruimtewetenschapper worden | Nee       | Voor deze missie was Klaas afgereisd naar de Space Coast, alwaar hij een interview had met twee ruimtewetenschappers op het Kennedy Space Center. Klaas' ruimtemissie zou zich toespitsen op het vliegen van een suborbitaal ruimtevaartuig (simulator) om lichtende nachtwolken te onderzoeken. In het kader daarvan volgde hij een briefing en kreeg hij een ruimtepak aan. Vervolgens nam hij plaats in de vliegsimulator en begon de missie. Er werd een monster genomen van een nachtwolk en vervolgens werd de landing ingezet. Het lukte Klaas wel, maar de missie werd als 'faal' aangemerkt, want Klaas was niet in de ruimte geweest. |
| Bijzonder beroep: powerboatracer                     | Ja        | In dit item ging Klaas mee met powerboatracer Jan-Cees Korteland. Eerst nam Korteland Klaas een stuk mee op het water, daarna kreeg Klaas de opdracht de boot zelf te besturen. Hij slaagde. |

### Aflevering 7
Uitzenddatum: 4 januari 2025
| Item                                                            | Geslaagd? | Notities |
| --------------------------------------------------------------- | --------- | --- |
| Bijna onmogelijke missie: binnen 24 uur een helikopter besturen | Ja        | Deze missie speelde zich af in het Zwitserse Zermatt. Klaas begon met het oefenen in een hypermoderne helikoptersimulator. Hij had grote moeite om het apparaat onder controle te houden, maar het zou hem uiteindelijk lukken. De volgende ochtend ging Klaas onder begeleiding van een instructeur aan de slag met een echte helikopter. Hij vloog een parcours waarbij hij vlak langs de Matterhorn vloog, in het aanliggende berggebied landde en weer naar de basis terug te keren. Het kostte hem moeite om te stijgen en te landen, maar Klaas slaagde voor zijn missie. |
| Bijzonder beroep: blokbreker                                    | Ja        | Klaas ging voor één dag aan de slag als blokbreker in de Sibbergroeve. Hij brak een blok uit en nam hem op transport. Klaas slaagde. |

### Aflevering 8
Uitzenddatum: 11 januari 2025
| Item                                                                  | Geslaagd? | Notities |
| --------------------------------------------------------------------- | --------- | --- |
| Bijna onmogelijke missie: tafelkleed van een gedekte tafel wegtrekken | Nee       | Deze missie opende met een gesprek met een natuurkundige, die Klaas vertelde over de wetten van Newton, waar deze missie zich op zou toespitsen. Het zou er uiteindelijk op aankomen dat Klaas het kleed met grote snelheid moest wegtrekken. Dat wilde hij doen door het kleed met een touw aan een snelle elektrische auto te hangen en het zo weg te trekken. De missie mislukte. |
| Bijzonder beroep: ruimtegereedschaptechnicus                          | Ja        | Voor het bijzondere beroep was Klaas bij de IIAS om verschillende ruimtegereedschappen te testen. De missie zou uiteindelijk toewerken naar een gesimuleerde reparatie aan het ISS, inclusief gewichtloosheid. Klaas had erg veel moeite om te werken met deze gewichtloosheid. Hij slaagde echter wel.                                                                              |

### Aflevering 9
Uitzenddatum: 18 januari 2025
| Item                                               | Geslaagd? | Notities |
| -------------------------------------------------- | --------- | --- |
| Bijna onmogelijke missie: toon 2 minuten aanhouden | Ja        | Klaas begon deze missie door Vajèn van den Bosch op te zoeken in het Circustheater. Samen met haar vocal coach deed Klaas een aantal stemoefeningen. Tot 2 minuten kwam het echter niet. Om langere tonen aan te kunnen houden ging Klaas naar een ademcoach om aan zijn ademtechniek te kunnen werken. Hij zou uiteindelijk zijn missie uitvoeren in een speciale galmruimte. Deze kon de stem van Klaas laten doorklinken zoals in het militaire brandstofdepot Inchindown in Schotland, waar de langste echo ooit is gemeten. Met deze techniek kon Klaas, hoewel hij zelf maar 20 seconden een toon aan kon houden, toch 2 minuten hoorbaar blijven. |
| Bijzonder beroep: sampuru-artiest                  | Ja        | In het Japanse Yokohama ging Klaas aan de slag als sampuru-artiest. In een fabriek waar dit nepvoedsel gemaakt wordt kreeg Klaas de opdracht plastic ramen te maken. Het lukte hem. |

### Aflevering 10
Uitzenddatum: 25 januari 2025
| Item                                                    | Geslaagd? | Notities |
| ------------------------------------------------------- | --------- | --- |
| Bijna onmogelijke missie: sprong op 30, 60 en 125 meter | Ja        | Om deze missie te kunnen doen, moest Klaas moest drie bouwwerken beklimmen en daar een sprong op maken, maar dat mochten geen gebouwen zijn. Voor de 30 meter beklom hij de Baron 1898 in de Efteling om daar een sprong op te maken. Voor de 60 meter ging Klaas naar de Korps Marinebrandweer om zich met de hoogste hoogwerker van de Benelux omhoog te laten gaan en een sprong te maken. Ten slotte beklom Klaas voor de 125 meter een windmolen van het Windpark Hollandse Kust Noord. Alle drie de sprongen werden gemaakt en de missie was geslaagd. |
| Bijzonder beroep: pierogibakker                         | Ja        | Voor het bijzondere beroep van deze week was Klaas naar Warschau afgereisd. Allereerst kreeg Klaas de opdracht om de ingrediënten te halen. Vervolgens ging hij zelf aan de slag om pierogi te bereiden die na afloop zou worden beoordeeld door een onpartijdige chefkok. Klaas slaagde, waarmee ook dit seizoen alle bijzondere beroepen waren geslaagd. |

## Statistieken
| Type opdracht            | Aantal geslaagd | Slagingspercentage |
| ------------------------ | --------------- | ------------------ |
| Bijna onmogelijke missie | 7/10            | 70,0%              |
| Bijzonder beroep         | 9/9             | 100,0%             |
| Totaal                   | 16/19           | 84,2%              |